# 2061
2061 is een gewoon jaar (geen schrikkeljaar) dat volgens de gregoriaanse kalender op een zaterdag zal beginnen.
Pasen valt dit jaar op 10 april, hemelvaartsdag op 19 mei en pinksteren op 29 mei.

## Gebeurtenissen
- 20 april: Zonsverduistering boven Rusland
- 28 juli: Perihelium van de komeet Halley, de komeet heeft een omlooptijd van ongeveer 76 jaar. De vorige waarneming was in 1986.
- 13 oktober: Zonsverduistering boven Zuid-Amerika en Antarctica

## 2061 in fictie
- 2061: Odyssey Three: Een sciencefictionroman van Arthur C. Clarke speelt zich af in 2061.
- The Rip Van Winkle Caper: een aflevering uit de The Twilight Zone speelt in hetzelfde jaar.